# Föreningen för kvinnans politiska rösträtt i Sigtuna
Föreningen för kvinnans politiska rösträtt i Sigtuna, även kallad Sigtunaföreningen för kvinnans politiska rösträtt, var Sigtunas lokalförening inom Landsföreningen för kvinnans politiska rösträtt (LKPR). Föreningen bildades 1907 och var verksam lokalt i Sigtuna för införandet av kvinnors rösträtt i Sverige.
Bland aktiviteterna fanns föredrag, samkväm, insamling av medel och förhandlingar om samarbete med andra organisationer. 

## Ordförande
- Kerstin Larsson, 1907–1921